# 岳书仓
岳书仓（1931年6月13日—2020年3月21日），男，满族，辽宁营口人，中国矿床学家，合肥工业大学教授，安徽省政协原副主席。

## 生平
1931年生于沈阳。满族。祖籍辽宁营口。1950年起先后在齐鲁大学天文系、北京大学地质系、北京地质学院学习。1955年北京地质学院毕业后，分配至合肥矿业学院工作（1958年改称合肥工业大学），历任资源与环境科学系助教、讲师、副教授、教授。出版有论著《火山成因矿床及其成矿模式》，论文《粤东钨、锡成矿地球化学研究》等。
1984年加入中国民主同盟，1985年加入中国共产党。曾任民盟安徽省委主委（1988年－2002年）、安徽省政协副主席（1993年－1998年），第七届全国人大代表（1988年－1993年），第八、九届全国政协常委（1993年－2003年），民盟第七、八届中央常委（1992年－2002年）。2005年2月退休。2020年3月21日14时30分在合肥逝世，终年88岁。